# Lưu Vệ
Lưu Vệ là một xã thuộc tỉnh Thanh Hóa, Việt Nam.
Được thành lập ngày 16 tháng 6 năm 2025 theo Nghị quyết số 1686/NQ-UBTVQH15 của Ủy ban Thường vụ Quốc hội trên cơ sở toàn bộ diện tích tự nhiên và quy mô dân số của thị trấn Tân Phong cùng các xã Quảng Đức, Quảng Định thuộc huyện Quảng Xương, xã Lưu Vệ chính thức hoạt động từ ngày 1 tháng 7 cùng năm.
Xã Lưu Vệ có diện tích tự nhiên 26,84 km², quy mô dân số năm 2024 là 40.381 người, mật độ dân số đạt 1.505 người/km².